# Steinigt
Steinigt ist ein Teil der sächsischen Gemeinde Bergen im Vogtlandkreis, der seit 2010 nicht mehr als Ortsteil geführt wird.

## Geographie

### Geographische Lage und Verkehr
Die Häusergruppe Steinigt liegt südöstlich von Bergen in der Ortsgemarkung an einem Waldstück. Steinigt liegt an der „Poppengrüner Straße“, in der Nähe verlaufen die Kreisstraße 7838 und die Bundesstraße 169. Östlich von Steinigt befand sich zwischen 1865 und 1972 der Bahnhof Bergen (Vogtl) der Bahnstrecke Herlasgrün–Oelsnitz.
Die Siedlung Steinigt befindet sich im Zentrum des Vogtlandkreises und im sächsischen Teil des historischen Vogtlands. Geographisch liegt der Ort im Osten des Naturraums Vogtland. Südlich des Orts befindet sich der Jägerswald.

### Nachbarorte
| Bergen |                                             |            |
|        | Kompassrose, die auf Nachbargemeinden zeigt |            |
|        | Pillmannsgrün mit Jägerswald                | Poppengrün |

## Geschichte

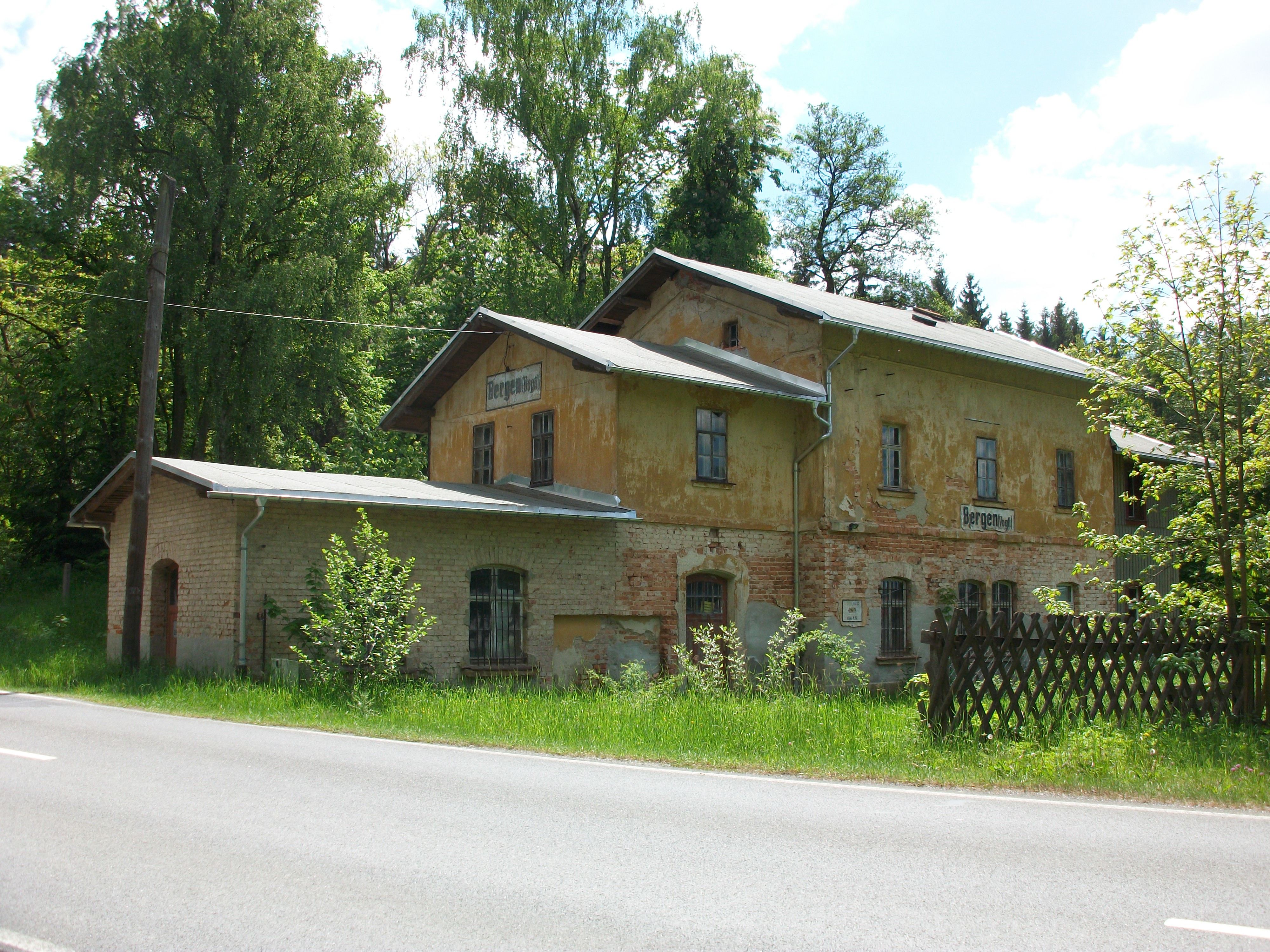
Empfangsgebäude des ehemaligen Bahnhofs Bergen (Vogtl) östlich von Steinigt

Die Häusergruppe Steinigt in der südöstlichen Ortsflur von Bergen wurde bereits im Jahr 1825 unter diesem Namen erwähnt. Als Teil von Bergen gehörte Steinigt ursprünglich zum kursächsischen bzw. späteren königlich-sächsischen Amt Plauen, dem der Ort bis 1856 unterstand. 1856 wurde Steinigt in der Flur von Bergen dem Gerichtsamt Falkenstein und 1875 der Amtshauptmannschaft Auerbach angegliedert. Im Jahr 1875 hatte der Ort 62 Einwohner. Östlich von Steinigt befand sich zwischen 1865 und 1972 der Bahnhof Bergen (Vogtl) der Bahnstrecke Herlasgrün–Oelsnitz. Da die Station circa zwei Kilometer von der namensgebenden Ortschaft Bergen entfernt lag, blieb die Station immer recht bedeutungslos. Einzig als die Wismut in den 1950er Jahren hier Erz verlud, erfuhr der Bahnhof eine große Verkehrssteigerung.
Durch die zweite Kreisreform in der DDR kam die Siedlung Steinigt als Gemeindeteil von Bergen im Jahr 1952 zum Kreis Auerbach im Bezirk Chemnitz (1953 in Bezirk Karl-Marx-Stadt umbenannt), der 1990 als sächsischer Landkreis Auerbach fortgeführt wurde und 1996 im Vogtlandkreis aufging. Steinigt wird seit dem 1. Oktober 2010 nicht mehr explizit als Gemeindeteil ausgewiesen, sondern er ist nun dem Ort Bergen untergeordnet.